# Ímer

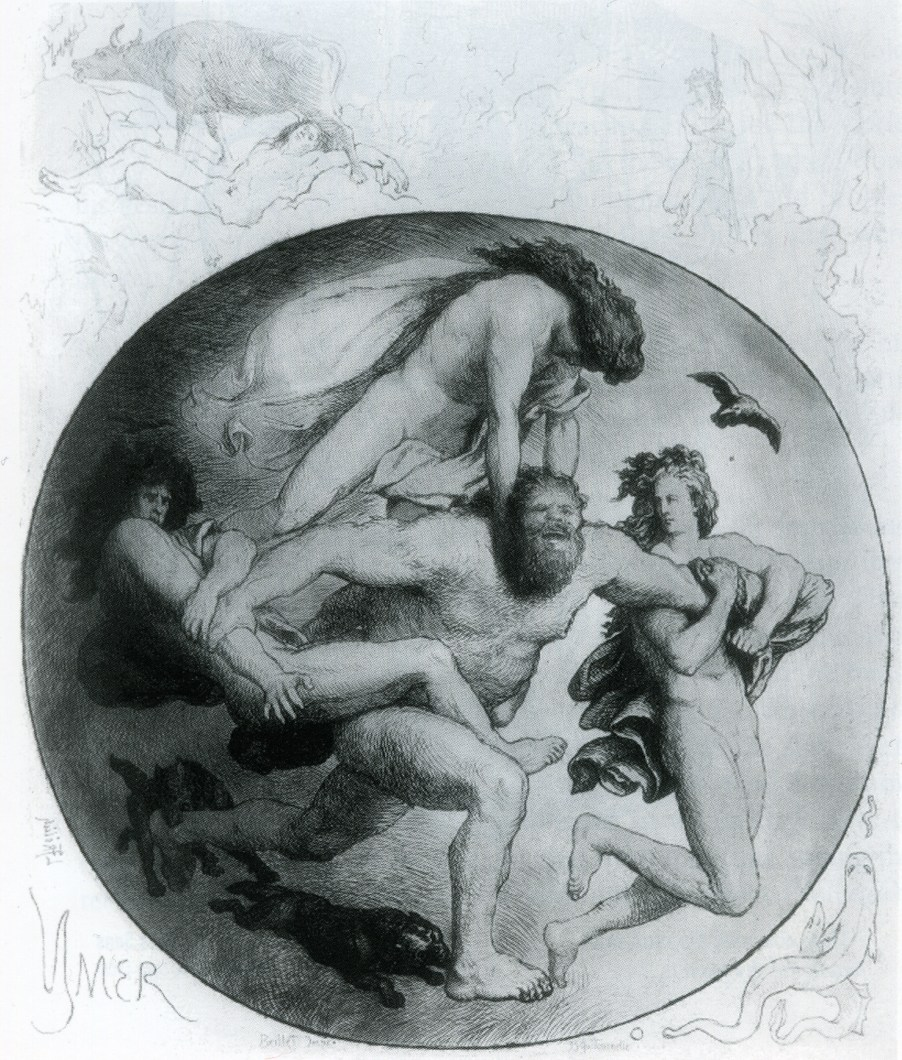
Imer é morto por Froelich.

Imer, Ymir, Ymer ou Ímer, segundo a mitologia nórdica, foi a primeira criatura viva, criada diretamente do Ginungagap pelo calor de Muspelheim e pelo gelo de Niflheim, que se derreteu e as gotas deram origem ao gigante ancestral das criaturas do universo; que dormiu e, do seu suor nasceram todos os seres, inclusive demônios e duendes, chamados de tróis. Teve Thrudgelmir, Bolthorn, seus filhos Gigante.